# Anej Lovrečič
Anej Lovrečič (Capodistria, 10 maggio 1987) è un ex calciatore sloveno, di ruolo centrocampista.

## Carriera

### Club
Inizia la sua carriera professionistica nella massima serie slovena con la maglia del Koper, squadra con la quale in due campionati, dal 2005 al 2007, collezionando 22 presenze e 2 gol. Con la sua squadra partecipa alle fasi preliminari della Coppa UEFA 2006-2007 e conquista per due volte la coppa nazionale, nel 2006 e nel 2007. Nell'estate 2007 passa al Lecce, dove però trova pochissimo spazio in prima squadra. Nell'agosto 2008 fa ritorno in patria nel Celje. Nella stagione 2010/11 passa dal Celje alla blasonata Olimpia Lubiana.

### Nazionale
Ha fatto parte della nazionale slovena Under-21, con la quale ha giocato 6 partite e segnato 1 gol.

## Palmarès

### Club

#### Competizioni nazionali
- Coppa di Slovenia: 1

Koper: 2006-2007